# 見知らぬ橋
『見知らぬ橋』（みしらぬはし）は、船山馨の小説。単行本は講談社から1971年に初出版、後に角川文庫、講談社文庫からそれぞれ出版された。本項目では、同作を原作としたテレビドラマについても記述する。

## ストーリー
京都・嵯峨野に住む能面師・魚住名緒子は、弟・幸夫が網走で自殺した事件が元で、妻子ある並河五郎と知り合い、並河と道ならぬ恋に落ち、たった一夜の情交を永遠に昇華させ生きて行こうとする、名緒子の清らかな愛を描く。

## テレビドラマ
1973年10月1日から1973年12月24日まで、NETテレビ（現・テレビ朝日）の毎週月曜日22:00 - 22:55（JST）の枠『ポーラ名作劇場』で放映。全13話。
東京を始め、網走、アメリカ・サンフランシスコ、アラスカに舞台がまたがる大規模な物語であり、それぞれの地域でロケ撮影も行った。ショパンのピアノ曲がドラマの所々で使われ、タイトルバックにはアラスカのメンデンホール氷河の映像が使われた。

### キャスト
- 魚住名緒子：三田佳子
- 並河五郎：加山雄三
- 葉室静夫：細川俊之
- 魚住恒秋：河原崎国太郎 - 名緒子の父。
- 魚住佐江子：夏純子 - 名緒子の妹。
- 魚住幸夫：水谷豊 - 名緒子の弟。
- 並河圭子：那智わたる - 五郎の妻。
- 並河真弓：山崎美紀 - 五郎の娘。
- 日向修三：内田朝雄 - 能面収集家。
- 日向隆吉：大出俊 - 修三の息子。
- 岩永:小松方正 - 並河の上役。
- 篠井靖之：尾藤イサオ
- 塩沢：広瀬昌助
- 江藤：堀勝之祐
- 倉石麗子：二宮ゆき子 - 幸夫の恋人だった女。
- 浄雲：小山源喜 - 恒秋とは旧知の仲の住職。
- 真実一路

### スタッフ
- 脚本：田向正健
- 演出：田中利一
- 制作：NET

| NETテレビ ポーラ名作劇場 | NETテレビ ポーラ名作劇場              | NETテレビ ポーラ名作劇場 |
| 前番組                   | 番組名                                | 次番組                   |
| ------------------------ | ------------------------------------- | ------------------------ |
| 幸福という名の不幸       | 見知らぬ橋 （1973.10.1 - 1973.12.24） | 竜馬が愛した女           |